# Фестивал Црноречје
Фестивал Црноречје најзначајнија је културна манифестација у Бољевцу. Пун назив фестивала народног стваралаштва је „Црноречје у песми и игри”. Одржава се увек друге недеље јуна месеца, oрганизатор је Културно-образовни центар Бољевац.

## Манифестација
Фестивал је први пут одржан као једнодневни сабор 1971. године. Основи циљ фестивала био је очување и ревитализација етно -културног наслеђа на подручју Црне Реке.
Специфичност овог наслеђа огледа се у преплитању етнокултурних слојева српског и влашког становништва, које живи у селима дуж Црног Тимока. Првобитна концепција очувана је до данишњих дана.
Фестивал је један од ретких ове врсте који окупља највећи број аутентичних сеоских фолклорних група.

## Развој фестивала
Фестивал је првобитно представљао једнодневни сабор фолклора. Током година прерастао је у четвородневну манифестацију. Окупља више од хиљаду учесника.
Саборног дана представљају се фолклорне групе Црноречја. Један од фестивалских дана посвећен је искључиво дечијем фолклорном стваралаштву.
Током фестивала значајан садржај прдставља такмичење трубачких оркестара за пласман на Драгачевски сабор у Гучи, који сваке године окупи петнаестак најбољих оркестара источне Србије.
У оквиру Фестивала се одржава квалификационо такмичење фрулаша за Сабор фрулаша Србије „Ој Мораво” у Прислоници и изложба „Златне руке”, на којој се представљају стари занати, народне рукотворине, сувенири и традиционална кухиња.
Пратећи садржаји манифестације су: ликовне колоније, изложбе, промоције, гостовања познатих културно-уметничких друштва из земље и иностранства, концерти реномираних извођача традиционалне музике.
На фестивалу се приказују и обичаји који потичу од ритуализованог и раскошно симболизоване магије. Порекло им је у остатацима словенске митологије, али и у митовима старе цивилизације.
Обичаји немају као некада магијско-обредни карактер, већ представљају ретроспективу и сећање на прошла времена.

## Оснивачи
Идејни творци и утемељивачи Црноречја јесу бољевачки културни посленици: Југослав Урошевић, Миодраг Николић и Живко Бранковић, некадашњи директор Културно-образовног центра Бољевац. Први сабор одржан је 25. маја 1971. године испред Културно-образовног центра Бољевац. Значајан допринос развоју Фестивала, у првим његовим годинама, дали су етномузиколог др Драгослав Девић, као и др Драгослав Антонијевић, етнолог, затим: Радмила Петровић, Десанка Ђорђевић, Бранко Шеговић, Јелена Вујошевић, Богданка Ђурић, Филип Пауњеловић, касније: Емина Бранковић, др Данка Лајић Михајловић и други.

## Значај
„Црноречје у песми и игри” налази се на званичном Календару српских манифестација Србије који промовише Министарство културе Републике Србије.